# Wiesen-Bärenklau
Die oder der Wiesen-Bärenklau (Heracleum sphondylium), auch Gemeine(r) Bärenklau genannt, ist eine Pflanzenart aus der Gattung Bärenklau (Heracleum) innerhalb der Familie der Doldenblütler (Apiaceae). Sie ist im Gegensatz zur Riesen-Bärenklau (Heracleum mantegazzianum) in Europa heimisch. Weil die lappig gestielten und behaarten Blätter Tierfüßen ähneln, hat diese auch Bärentap(p)e genannte Pflanzenart den Namen Bärenklau („Bärenklaue“) erhalten.

## Beschreibung

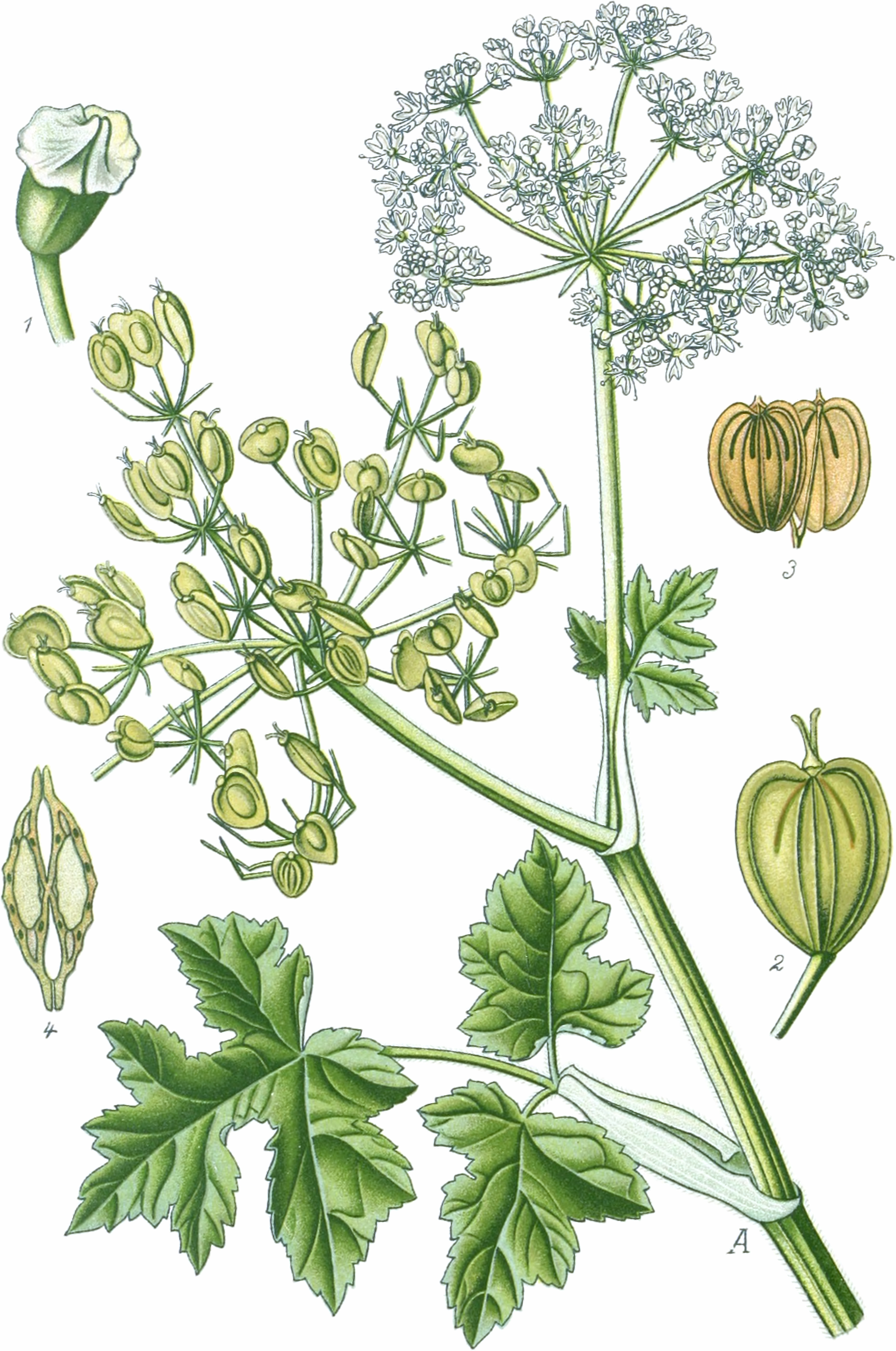
Illustration

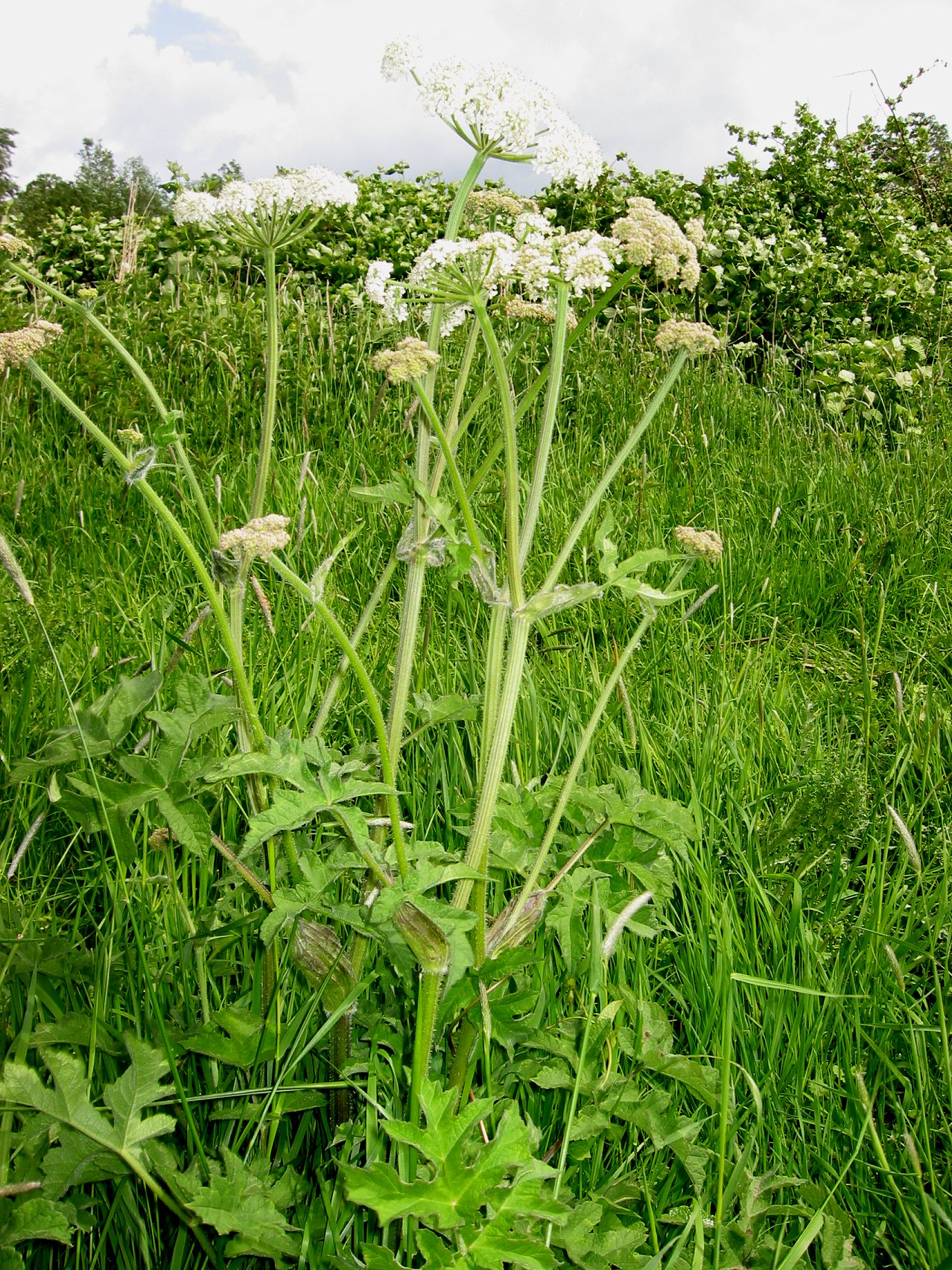
Habitus

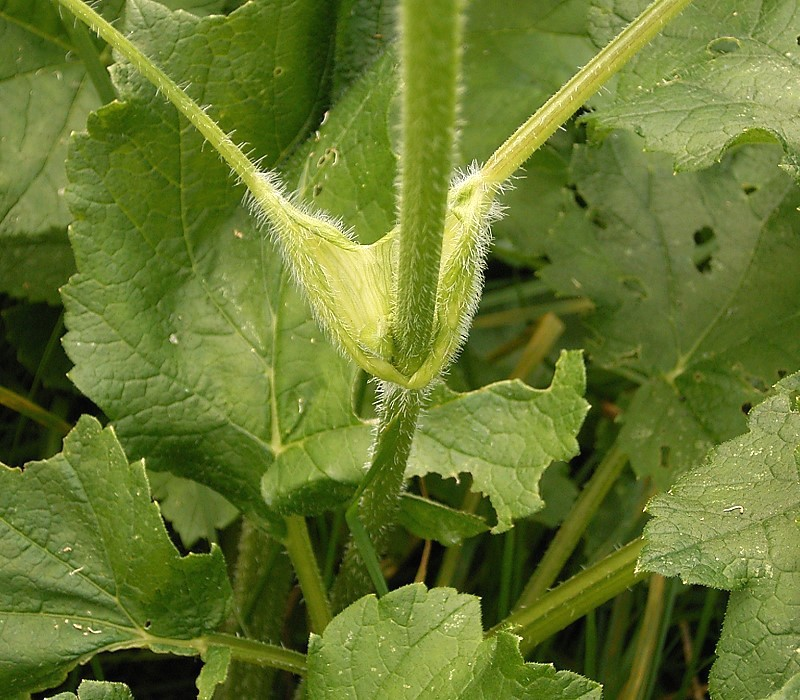
Blattscheiden sind groß und auffällig

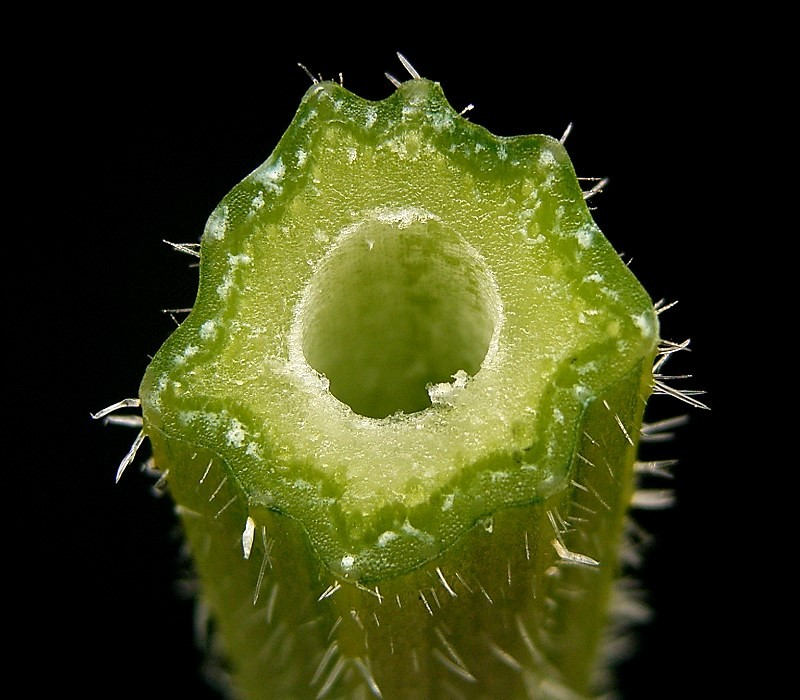
Rau behaarter, kantig gefurchter, hohler Stängel

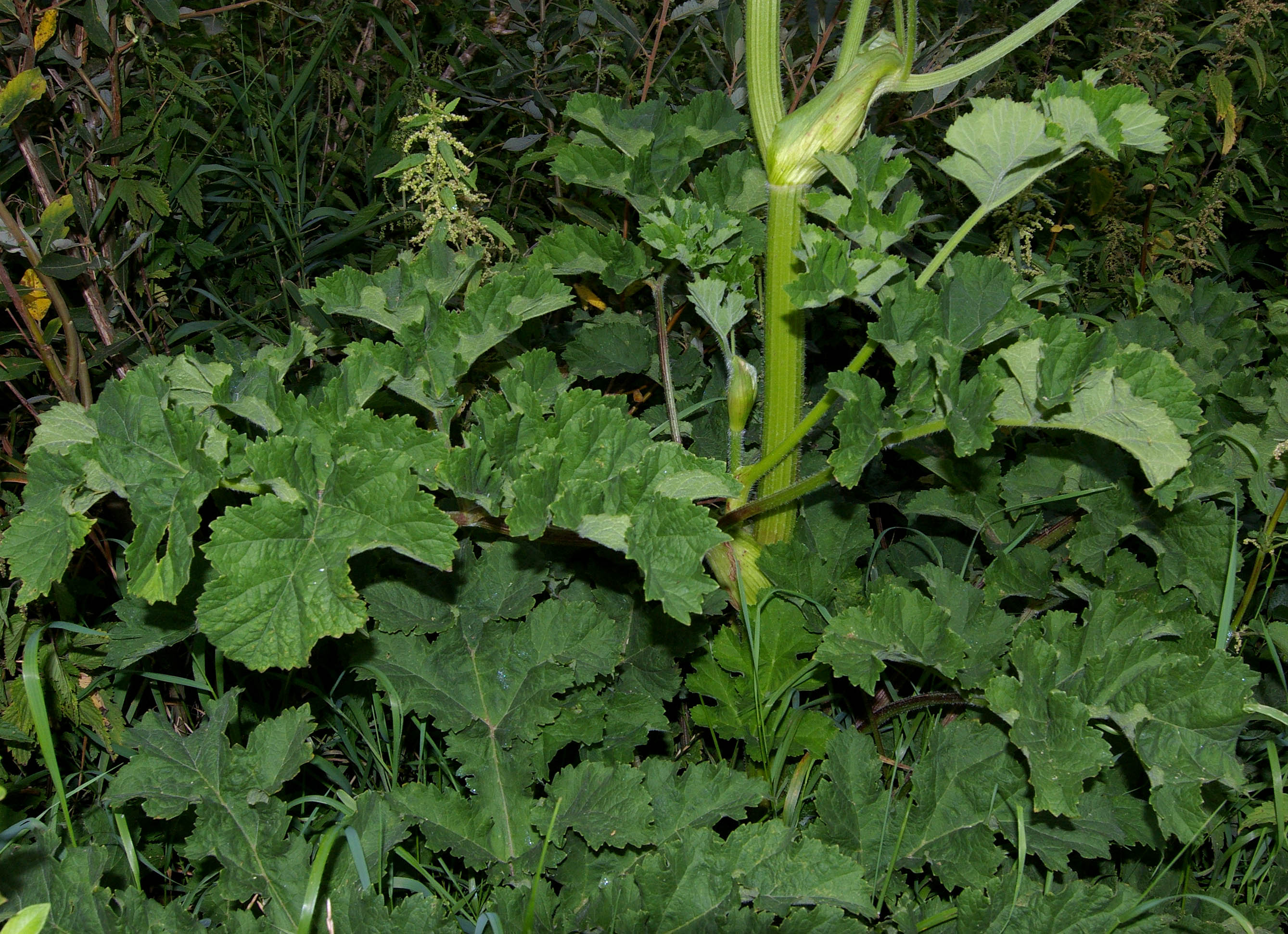
Unterer Teil einer Pflanze mit Grundblättern und kräftigem Stängel

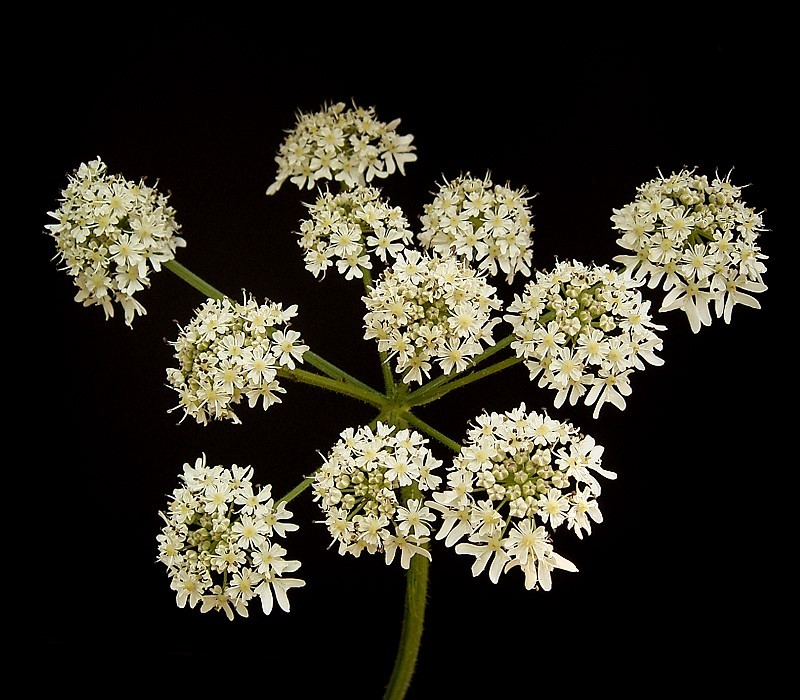
Doppeldoldiger Blütenstand

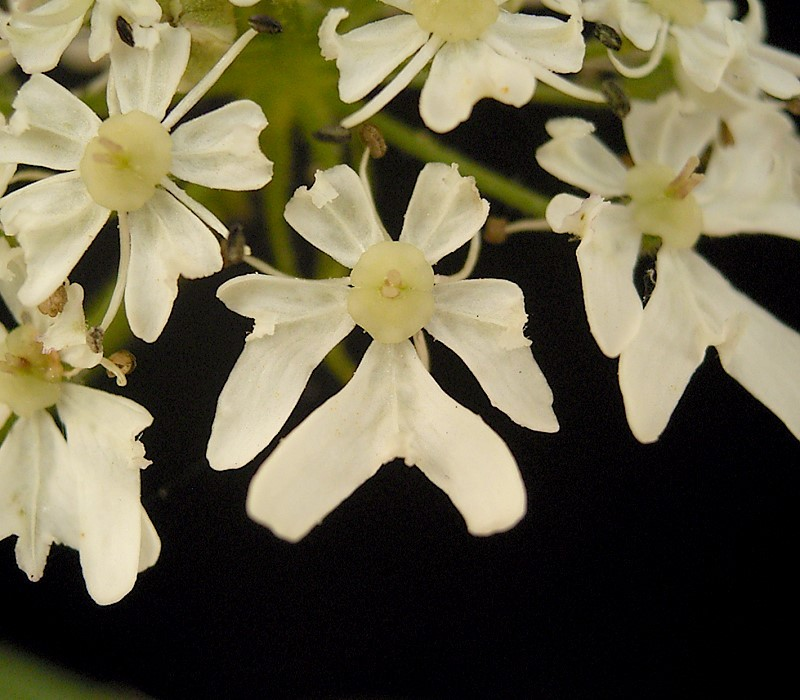
Blüten

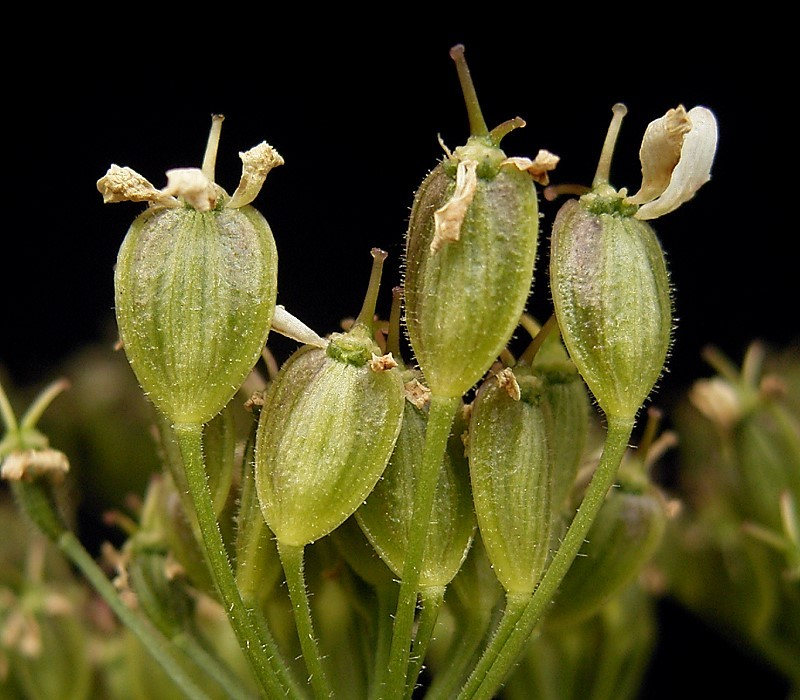
Junge Früchte

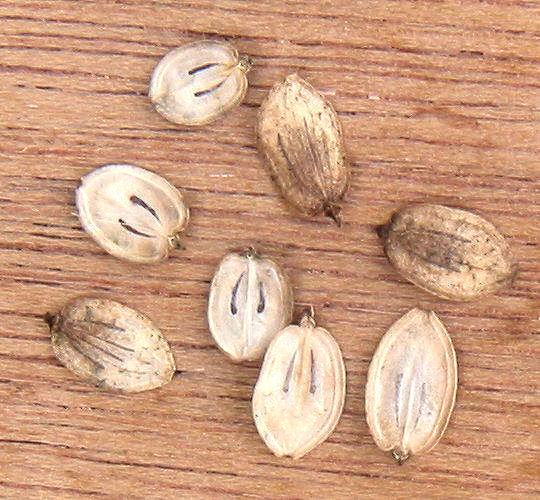
Früchte

### Vegetative Merkmale
Die Wiesen-Bärenklau ist eine zweijährige bis ausdauernde, krautige Pflanze, die Wuchshöhen von 30 Zentimetern bis zu 1,5 Metern erreicht. Die Grundachse ist dick, verzweigt und tiefwurzelnd. Die Pflanze verströmt einen unangenehmen Geruch und enthält reichlich ätherische Öle. Der Stängel ist aufrecht, kantig gefurcht, steifhaarig, und im oberen Teil verzweigt. Die Laubblätter sind einfach gefiedert, die Fiederabschnitte sind fiederspaltig sowie stumpf gesägt. Sie sind meist ober- und unterseits behaart. Die Blätter haben eine große, als Knospenschutz dienende Blattscheide (Ochrea). Die unteren Laubblätter können sehr groß werden; sie sind lang (bis 60 Zentimeter) gestielt. Der Blattstiel ist seitlich zusammengedrückt und oberseits tief rinnig.

### Generative Merkmale
Blütezeit ist Mai bis Oktober. In einem doppeldoldigen Blütenstand stehen viele Blüten. Die Doppeldolde kann bis 20 Zentimeter Durchmesser haben; sie besitzt 15 bis 20 Strahlen. Es sind 0 bis 6 Hüllblätter vorhanden. Die Hüllchenblätter sind zahlreich; sie sind lanzettlich-pfriemlich, dicht behaart und bewimpert. Die Doldenstrahlen sind sehr ungleich lang.
Ihre Blüten sind weiß, oft leicht grünlich oder hellrosa überlaufen. Die Kronblätter sind verkehrt herzförmig; sie sind vorn ausgerandet und haben ein eingeschlagenes Läppchen.
Der Griffel steht zur Blütezeit fast aufrecht und ist 0,75 bis 4 Millimeter lang. Später ist er verbogen oder zurückgeschlagen. Der Nektar liegt ähnlich wie beim Wiesenkerbel offen in der Blüte und ist daher auch für kurzrüsselige Insekten gut erreichbar. Die Blütezeit reicht in Mitteleuropa von Juni bis September. Die Früchte sind geflügelte Doppelachänen. Die Früchte reifen zwischen Juli und September. Sie sind etwa 5 bis 11 Millimeter lang, ihr Flügelrand ist 0,5 bis 1 Millimeter breit.
Die Chromosomenzahl beträgt 2n = 22.

## Ökologie
Die Wiesen-Bärenklau ist eine Halbrosettenpflanze.
Die Blüten sind „Nektar führende Scheibenblumen“ und stehen in zusammengesetzten Dolden. Die Randblüten sind „strahlend“. Es ist die namengebende Art für den Heracleum-Typ. Die Blüten der Hauptdolde sind meist zwittrig, die übrigen besitzen neben zwittrigen Blüten oft männliche und durch sterile Staubbeutel oder Pollenkörner funktionell weibliche. Die Blüten sind vormännlich, d. h., die Staubblätter strecken sich nach ihrer Entfaltung nach außen und entladen den Pollen. Die Griffel mit der kopfigen Narbe entwickeln sich meist später. Sie sind von einem grünlichen, reichlich Nektar absondernden Diskus („Griffelpolster“) umgeben. Diese Pflanzenart wird von der auf Doldenblütler spezialisierten Bärenklau-Sandbiene (Andrena rosae) als Pollenquelle genutzt. Wichtige Bestäuber sind verschiedene Mücken, Fliegen, Hautflügler, Schmetterlinge, Fransenflügler und Käfer, z. B. der bunte Bockkäfer. Der Wiesen-Bärenklau ist die Raupen-Futterpflanze für die Schmetterlingsarten Silberpunkt-Höckereule, Weiderich-Blütenspanner, Bärenklau-Rauhaareule, Mondfleckiger Blütenspanner, Haarstrang-Blütenspanner, Brustwurz-Blütenspanner, Bärenklau-Blütenspanner und Purpurglanzeule.
Die Früchte sind geflügelte Doppelachänen und verbreiten sich mit dem Wind als „Schirmchenflieger“ (Anemochorie). Die Hauptausbreitung erfolgt durch Wasserhaft- (Nautochorie) und Zufallsausbreitung durch Weidetiere (Zoochorie) und Stallmist.

## Vorkommen
Die Wiesen-Bärenklau kommt ursprünglich in Europa und im nordwestlichen Afrika vor. In Island, Finnland und Neuseeland ist sie ein Neophyt. Sie kommt in allen Ländern Europas vor. Man findet die Wiesen-Bärenklau verbreitet in Fettwiesen und Staudenfluren, an Ufern und Gräben, in Auenwäldern und deren Säumen und in Hochstaudenfluren. Sie wächst bevorzugt auf lockerem, feuchtem Boden. Nach Ellenberg ist sie eine Halblichtpflanze, ein Mäßigwärmezeiger mit ozeanischer Kontinentalitätszahl, ein Frischezeiger, ein ausgesprochener Stickstoffzeiger und eine Ordnungscharakterart gedüngter Frischwiesen und -weiden (Arrhenatheretalia). Sie steigt im Kanton Wallis bis 2400 Meter auf, im Kanton Graubünden im Berninagruppe bis 2500 Meter.

## Taxonomie und Systematik
Die Wiesen-Bärenklau wurde 1753 von Carl von Linné in Species Plantarum Tomus I, S. 249 als Heracleum sphondylium erstbeschrieben.

### Unterarten und ihre Verbreitung
Die Wiesen-Bärenklau, auch als Bärwurz bezeichnet, ist eine sehr formenreiche Art. In der Flora Europaea werden neun Unterarten genannt. Zwei weitere Unterarten werden für die Türkei, fünf für Nordafrika angegeben. In Deutschland unterscheidet man drei Unterarten:
- Bergwiesen-Bärenklau (Heracleum sphondylium subsp. elegans (Crantz) Schübl. & G.Martens, Syn.: Heracleum sphondylium subsp. montanum (Schleicher ex Gaudin) Briq., Heracleum lanatum Michx., Heracleum sphondylium subsp. lanatum (Michx.) Á. Löve & D. Löve, Heracleum maximum W.Bartram, Heracleum montanum Schleich. ex Gaudin): Sie kommt von Marokko und Spanien, Portugal, Italien, Frankreich, Deutschland, der Schweiz, Österreich, der Balkanhalbinsel, Polen, Ungarn, Rumänien, bis zur asiatischen Türkei vor.[7] Die Chromosomenzahl beträgt 2n = 22.[2] Sie ist pflanzensoziologisch eine Charakterart des Verbands Adenostylion.[12] In den Allgäuer Alpen steigt sie in Bayern am Südostgrat der Höfats bis zu einer Höhenlage von 2100 Metern auf.[13] Die ökologischen Zeigerwerte nach Landolt et al. 2010 sind in der Schweiz für diese Unterart: Feuchtezahl F = 3+ (feucht), Lichtzahl L = 4 (hell), Reaktionszahl R = 4 (neutral bis basisch), Temperaturzahl T = 2+ (unter-subalpin und ober-montan), Nährstoffzahl N = 4 (nährstoffreich), Kontinentalitätszahl K = 3 (subozeanisch bis subkontinental).[14]
- Grünblühende Wiesen-Bärenklau (Heracleum sphondylium subsp. sibiricum (L.) Simonk., Syn.: Heracleum sibiricum L.): Kommt in Europa von Frankreich, Italien und Mitteleuropa bis Nordost- und Südosteuropa vor und ist in Großbritannien ein Neophyt.[7] Die Chromosomenzahl beträgt 2n = 22.[2] Sie kommt in Gesellschaften der Ordnung Arrhenatheretalia, aber auch der Klasse Epilobietea oder des Verbands Calthion vor.[12]
- Gewöhnliche Wiesen-Bärenklau (Heracleum sphondylium L. subsp. sphondylium): Die Chromosomenzahl beträgt 2n = 22.[2] Sie kommt in Europa und in der Türkei vor.[7] Sie kommt vor allem in Gesellschaften der Ordnung Arrhenatheretalia vor, aber auch der Verbände Atropion oder Alno-Ulmion.[12] Die ökologischen Zeigerwerte nach Landolt et al. 2010 sind in der Schweiz für diese Unterart: Feuchtezahl F = 3 (mäßig feucht), Lichtzahl L = 3 (halbschattig), Reaktionszahl R = 3 (schwach sauer bis neutral), Temperaturzahl T = 3 (montan), Nährstoffzahl N = 4 (nährstoffreich), Kontinentalitätszahl K = 3 (subozeanisch bis subkontinental).[14]

Weitere Unterarten sind:
- Heracleum sphondylium subsp. alpinum (L.) Bonnier & Layens (Syn.: Heracleum alpinum L.): Sie kommt nur im Jura in Frankreich und in der Schweiz vor.[7] Sie ist pflanzensoziologisch eine Art des Aceri-Fagetum und dessen Saumgesellschaften.[12] Die ökologischen Zeigerwerte nach Landolt et al. 2010 sind in der Schweiz für diese Unterart: Feuchtezahl F = 3w (mäßig feucht aber mäßig wechselnd), Lichtzahl L = 3 (halbschattig), Reaktionszahl R = 4 (neutral bis basisch), Temperaturzahl T = 3 (montan), Nährstoffzahl N = 3 (mäßig nährstoffarm bis mäßig nährstoffreich), Kontinentalitätszahl K = 2 (subozeanisch).[14]
- Heracleum sphondylium subsp. artvinense (Manden.) P. H. Davis: Sie kommt in der Türkei vor.[7]
- Heracleum sphondylium subsp. atlanticum Maire: Sie kommt in Algerien vor.[7]
- Heracleum sphondylium subsp. aurasiacum (Maire) Dobignard: Sie kommt in Algerien vor.[7]
- Heracleum sphondylium subsp. cyclocarpum (K. Koch) P. H. Davis: Sie kommt in der Türkei und in Georgien vor.[7]
- Heracleum sphondylium subsp. embergeri Maire: Sie kommt in Marokko vor.[7]
- Heracleum sphondylium subsp. orsinii (Guss.) H.Neumayer: Sie kommt im mittleren und südlichen Apennin und in den Gebirgen der Balkan-Halbinsel und in der europäischen Türkei vor.[7]
- Heracleum sphondylium subsp. pyrenaicum (Lam.) Bonnier & Layens (Syn.: Heracleum pyrenaicum Lam.): Sie kommt in den Pyrenäen, den Alpen, im nördlichen Apennin und in den Gebirgen der Balkan-Halbinsel vor.[7] Die Chromosomenzahl beträgt 2n = 22.[2] Die ökologischen Zeigerwerte nach Landolt et al. 2010 sind in der Schweiz für diese Unterart: Feuchtezahl F = 2+ (frisch), Lichtzahl L = 4 (hell), Reaktionszahl R = 4 (neutral bis basisch), Temperaturzahl T = 2 (subalpin), Nährstoffzahl N = 3 (mäßig nährstoffarm bis mäßig nährstoffreich), Kontinentalitätszahl K = 3 (subozeanisch bis subkontinental).[14]
- Heracleum sphondylium subsp. rotundatum (Maire) Dobignard: Sie kommt in Marokko vor.[7]
- Heracleum sphondylium subsp. suaveolens (Litard. & Maire) Dobignard: Sie kommt in Marokko vor.[7]
- Heracleum sphondylium subsp. ternatum (Velen.) Brummitt (Syn.: Heracleum ternatum Velen.): Sie kommt im nördlichen und mittleren Apennin, in den Gebirgen der Balkan-Halbinsel und in der Türkei vor.[7]
- Heracleum sphondylium subsp. transsilvanicum (Schur) Brummitt (Syn.: Heracleum palmatum Baumg., Heracleum transsilvanicum Schur): Sie kommt in den Karpaten von Polen, Rumänien und der Ukraine vor.[7]
- Heracleum sphondylium subsp. verticillatum (Pančić) Brummitt: Sie kommt auf der Balkan-Halbinsel vor.[7]

Aufgrund der großen Variabilität der Merkmale und des Auftretens von Zwischenformen erscheint die Einstufung von Heracleum alpinum, Heracleum elegans und Heracleum sibiricum als eigene Arten nicht gerechtfertigt.

## Inhaltsstoffe und Verwendung

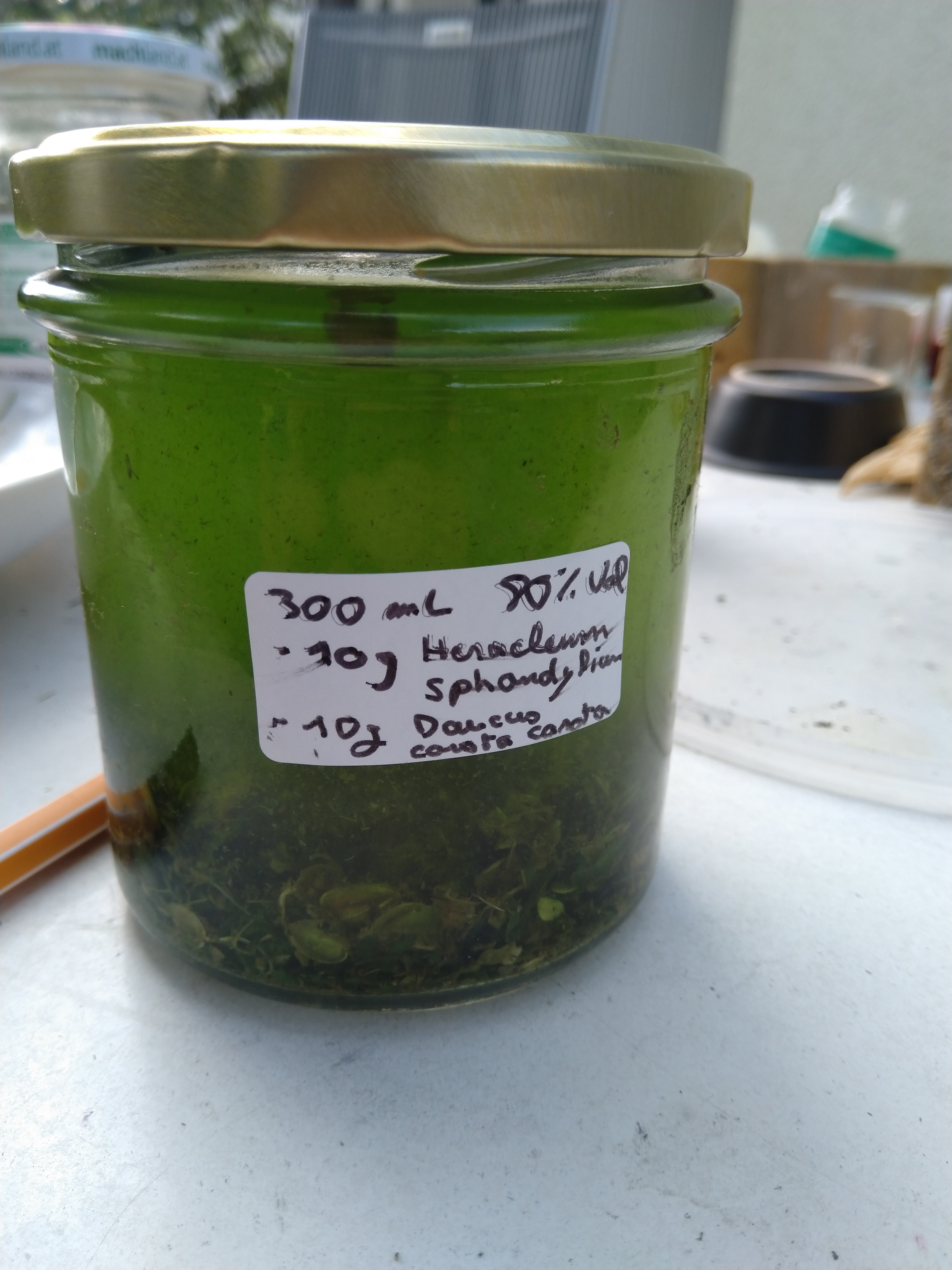
Liköransatz mit unreifen Früchten von Wiesen-Bärenklau und Wilder Möhre

Nach Berührung der Pflanze können unangenehme Rötungen und Schwellungen der Haut auftreten („Wiesen-Dermatitis“). Sie werden durch UV-A-Empfindlichkeit verursachende, phototoxisch wirkende Furocumarine ausgelöst. Von dieser Stoffklasse sind in den Wurzeln Pimpinellin, Isopimpinellin, Sphondin und Bergapten enthalten, in den Früchten außerdem Xanthotoxin und Imperatorin. Unreife Früchte besitzen den höchsten Furocumaringehalt.
Junge Blätter sind ein gutes Viehfutter z. B. für Kaninchen. Für hellhäutige Tiere ist bei der Verfütterung großer Mengen jedoch Vorsicht geboten, weil durch den Furocumaringehalt des Krauts bei Sonnenbestrahlung auch hier entzündliche Hautreaktionen auftreten können.

### Verwendung in der Kräuterküche und der Heilkunde
Die Wiesen-Bärenklau ist jung ungiftig. Junge Blätter und Sprosse werden daher vom Menschen als Wildgemüse genutzt. Bei größeren Exemplaren kann der Stiel geschält und roh gegessen oder zu Kompott verarbeitet werden. Empfindliche Personen sollten beim Schälen der haarigen, stacheligen Stängel Handschuhe tragen, um Hautreizungen zu vermeiden.
Die jungen Blätter und Sprossen der Wiesen-Bärenklau waren im Mittelalter Bestandteil des Borschtsch. Höchstwahrscheinlich liegt der Ursprung des Namens Borschtsch im slawischen Namen für die Bärenklau.
Im Mittelalter wurden in der Heilkunde als Arzneidroge eingesetzte Bärenklau-Arten, insbesondere der Wiesen-Bärenklau, als berenclawe oder ähnlich und lateinisch als Branca ursina (selten auch kurz als Branca) bezeichnet.
Unreife sowie reife Samen können in kleinen Mengen als Gewürz genutzt werden. Sie sind sehr aromatisch und eignen sich gut für süße Speisen oder Suppe. Auch kann man unreife Samen als Liköransatz in Neutralalkohol einlegen. Sie geben dem Alkohol eine intensive grüne Farbe, die an Absinth erinnert.